# 4160 Сабріна-Джон
4160 Сабріна-Джон (4160 Sabrina-John) — астероїд головного поясу, відкритий 3 червня 1989 року.
Тіссеранів параметр щодо Юпітера — 3,483.